# アジアユースゲームズ
アジアユースゲームズ（Asian Youth Games）は、アジアオリンピック評議会（OCA）により2009年より開催されるアジアにおけるユース世代向け国際競技大会である。

## 沿革
2007年の国際オリンピック委員会（IOC）総会にてユース世代向けのオリンピックであるユースオリンピックの2010年からの開催が決定されたのを受け、アジアオリンピック評議会（OCA）がアジアにおける同様の大会として、2009年より開催することを決定した。
また、第1回ユースオリンピックの開催がシンガポールに決定したため、第1回アジアユースゲームズはシンガポールユースオリンピックのテスト大会としての位置づけも担っている。

## アジアユースゲームズの開催地
1. 2009年 - 第1回 - シンガポール（シンガポール）
2. 2013年 - 第2回 - 南京（中国）
3. 2025年 - 第3回 - マナーマ（バーレーン）
4. 2029年 - 第4回 - プノンペン（カンボジア）